# CSKA de Moscú (balonmano masculino)
El CSKA de Moscú es un club de balonmano ruso de su capital, Moscú. Su primera temporada en la Liga de Rusia de balonmano fue la 2017-18.
El equipo en su fundación recibió el nombre de Spartak de Moscú, sin embargo, en 2020 cambió su denominación por la actual.

## Plantilla 2021-22
|  | Porteros - 56 Stanislav Tretynko - 87 Viktor Kireyev - 93 Dmitry Kuznetsov Extremos izquierdos - 11 Sergey Nikolaenkov - 44 Igor Soroka Extremos derechos - 9 Aleksei Fokin - 15 Dmitry Chernetsov Pívots - 21 Andrei Korkin - 77 Dmytro Ilchenko - 87 Sergey Gorpishin | Laterales izquierdos - 23 Ilya Belevtsov - 26 Stanislav Zhukov Centrales - 19 Pavel Atman - 27 Valentin Vorobev - 47 Aliaksandr Padshyvalau Laterales derechos - 5 Dmitrii Kiselev - 52 Siarhei Ivanov - 90 Aleh Astrashapkin |